# Symphodus rostratus
Symphodus rostratus, tên thông thường trong tiếng Pháp là Pitre hoặc Sublaire, hoặc Grivieta trong tiếng Tây Ban Nha, là một loài cá biển thuộc chi Symphodus trong họ Cá bàng chài. Loài này được mô tả lần đầu tiên vào năm 1791.

## Từ nguyên
Từ định danh rostratus trong tiếng Latinh có nghĩa là "mõm", hàm ý đề cập đến phần mõm dài và nhọn của loài này.

## Phạm vi phân bố và môi trường sống
S. rostratus có phạm vi phân bố ở Đông Bắc Đại Tây Dương. Loài này được tìm thấy trên khắp các vùng bờ biển Địa Trung Hải, mở rộng phạm vi về phía đông đến bờ tây của Biển Đen.
S. rostratus sống gần các mỏm đá phủ đầy tảo và trong các thảm cỏ biển (của chi Posidonia) ở khu vực cận duyên hải, độ sâu đến 30 m.

## Mô tả
Chiều dài cơ thể tối đa được ghi nhận ở S. rostratus là 14 cm; tuổi thọ tối đa được ghi nhận ở loài này là 4 năm tuổi. Tuy nhiên, chiều dài thường được quan sát ở S. rostratus là 8 đến 10 cm. Cá đực có tốc độ sinh trưởng nhanh hơn cá cái.
Loài này có nhiều biến thể màu sắc được quan sát, là xanh lục, nâu, tía xám, nâu đỏ và có các vệt đốm. Thường có sọc màu trắng nhạt dọc từ môi trên kéo dài theo dọc theo lưng. Mõm dài và nhọn hơn các loài Symphodus khác.
Số gai ở vây lưng: 14–16; Số tia vây ở vây lưng: 9–12; Số gai ở vây hậu môn: 3; Số tia vây ở vây hậu môn: 9–11; Số gai ở vây bụng: 1; Số tia vây ở vây bụng: 5.

## Sinh thái và hành vi
Thức ăn của S. rostratus là các loài động vật thân mềm, động vật giáp xác và động vật da gai. Chúng sống theo đàn.
Thời kỳ sinh sản của S. rostratus diễn ra vào mùa xuân và mùa hè. Lúc này, cá đực trưởng thành sẽ dựng tổ từ tảo để những con cá cái đến đẻ trứng. Trứng được chăm sóc và bảo vệ bởi cá đực.